# 第二希利恰
50°25′54″N 26°15′44″E / 50.43167°N 26.26222°E
第二希利恰（烏克蘭語：Гільча Друга），是烏克蘭西北部羅夫諾州羅夫諾區兹多夫比察市镇内的村落。面積8.2平方公里，海拔高度214米，2001年人口548，人口密度每平方公里66.8人。